# Comuna Rødby
Rødby (Rødby Kommune) a fost o comună din comitatul Storstrøm Amt, Danemarca, care a existat între anii 1970-2006. Comuna avea o suprafață totală de 120,37 km² și o populație de 6.646 de locuitori (în 2004), iar din 2007 teritoriul său face parte din comuna Lolland.
1. ↑   https://www.retsinformation.dk/eli/lta/1970/62 Lipsește sau este vid: |title= (ajutor)